# دائرة الارتفاع

خط الزوال هو مثال على دوائر الارتفاع

في علم الفلك، دَائِرَة الاِرْتِفَاع أو دَائِرَة الاِرْتِفَاع وَالاِنْحِطَاط أو الدَّائِرَة السَّمْتِيَّة أو دَائِرَة السَّمْت، سماها المتأخرون بالدَّائِرَة العَمُودِيَّة أو الدَّائِرَة الرَّأسِيَّة نقلًا عن الإنجليزية Vertical circle، هي دائرة عظمى على الكرة السماوية عمودية على الأفق. لذلك، فهو يحتوي على الاتجاه العمودي، ويمر من خلال سمت الرأس والنظير. هناك دائرة ارتفاع لأي سمت معين، حيث السمت هو الزاوية المقاسة من الشرق من الشمال في الأفق السماوي. تسمى دائرة الارتفاع الواقعة على اتجاه الشرق والغرب بأول السموت. تسمى دائرة الارتفاع الواقعة في اتجاه الشمال والجنوب بخط الزوال المحلي. دائرة الارتفاع جزء من نظام الإحداثيات الأفقية.

### معلومات الكتب الكاملة
- محمد علي التهانوي (2013). كشاف اصطلاحات الفنون. ترجمة: عبد الله الخالدي، تحقيق: أحمد حسن بسج (ط. 3). بيروت: دار الكتب العلمية. ISBN:978-2-7451-0047-4.